# 그리스의 인도 원정

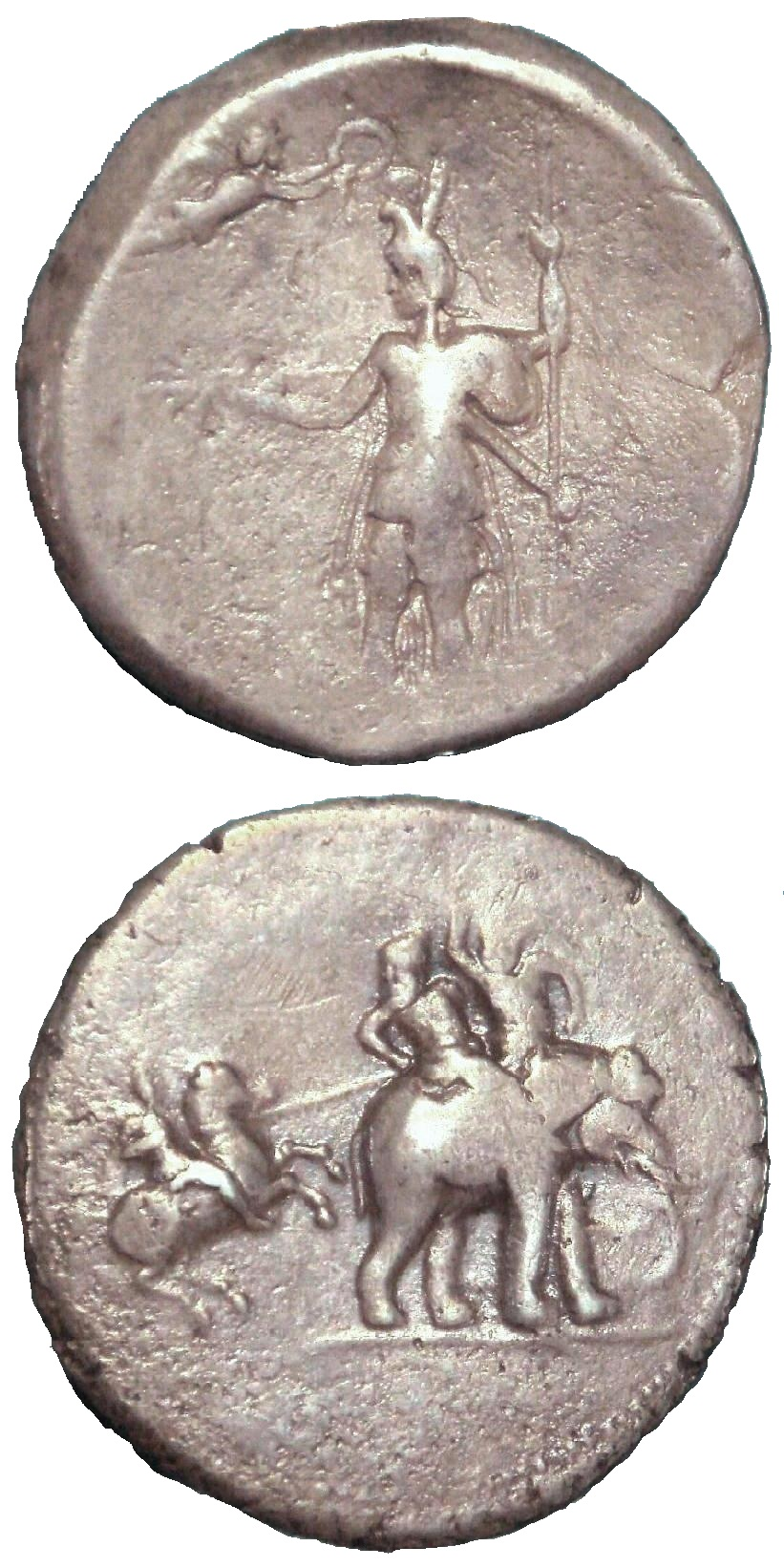
바빌론에서 주조된 알렉산드로스 대왕의 승리 주화. 기원전 322년, 아대륙에서 원정을 벌였다.
앞면 : 알렉산드로스가 니케에게 왕관을 수여받고 있다.
뒷면 : 알렉산드로스가 코끼리를 타고 포루스 왕을 공격하고 있다.
은화. 대영박물관

고대에 인도 아대륙과 그리스 사이의 무역은 비단, 향신료, 금이 거래되면서 번성했다. 그리스인들은 알렉산드로스 대왕의 정복을 시작으로 이후 인도-그리스 왕국까지 여러 차례 남아시아를 침략했다.

## 고대 인도의 바쿠스 신 전설

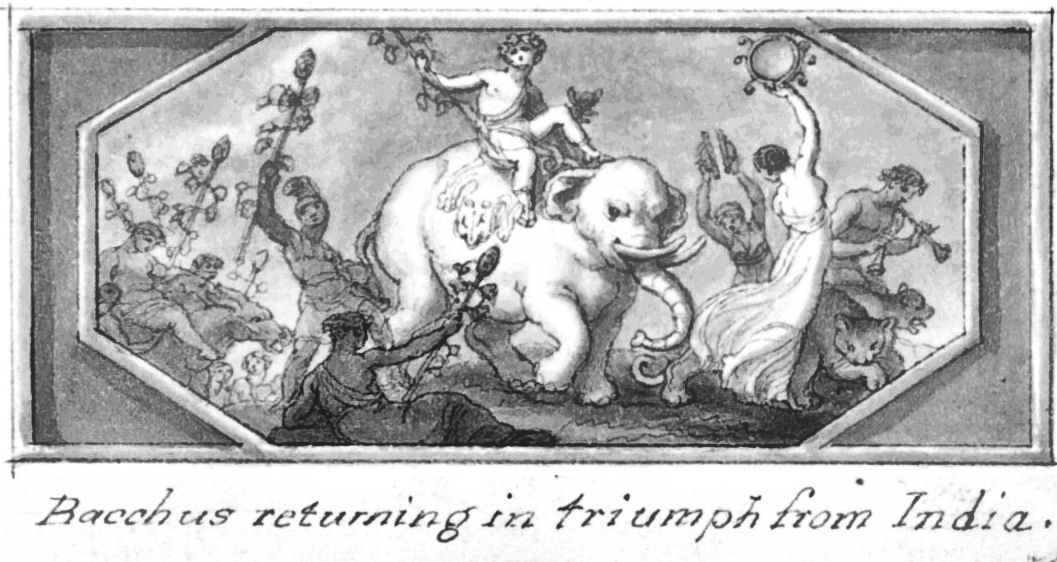
고대 인도에서 돌아온 바쿠스/디오니소스

전설에 따르면 그리스 신 디오니소스가 자랐을 때, 그는 포도나무의 문화와 그 귀중한 즙을 뽑아내는 방법을 처음으로 발견했지만, 헤라는 그를 미친 자로 만들었고, 그를 지구 곳곳을 방랑하는 사람으로 몰아냈다. 프리기아에서 그리스인들에게 레아로 더 잘 알려진 여신 퀴벨레가 그를 치료해 주고 종교적인 제사를 가르쳤고, 그는 아시아를 통해 사람들에게 포도나무 재배를 가르치며 발전을 시작했다. 그의 방랑 중 가장 유명한 부분은 인도 아대륙 원정인데, 그 원정은 몇 년 동안 지속되었다고 한다. 전설에 따르면 알렉산드로스 대왕이 인더스강 근처의 니사라는 도시에 이르렀을 때, 지역 사람들은 먼 옛날에 디오니소스가 자신들의 도시를 세웠고, 그들의 도시는 디오니소스 신에게 바쳐졌다고 말했다. 이러한 여행은 일종의 군사적 정복의 형태를 취했다. 디오도로스 시쿨루스에 따르면 그는 영국과 에티오피아를 제외한 전 세계를 정복했다. (그는 승리 행렬의 창시자로 여겨졌다) 승리로 돌아온 그는 그리스에 그의 숭배를 도입하기로 약속했지만, 그가 가져오는 장애와 광기 때문에 그의 도입을 두려워하는 몇몇 왕자들(예를 들어, 펜테우스 또는 리쿠르고스)에 의해 반대되었다.

## 알렉산드로스 대왕의 정복(BC 327~326)

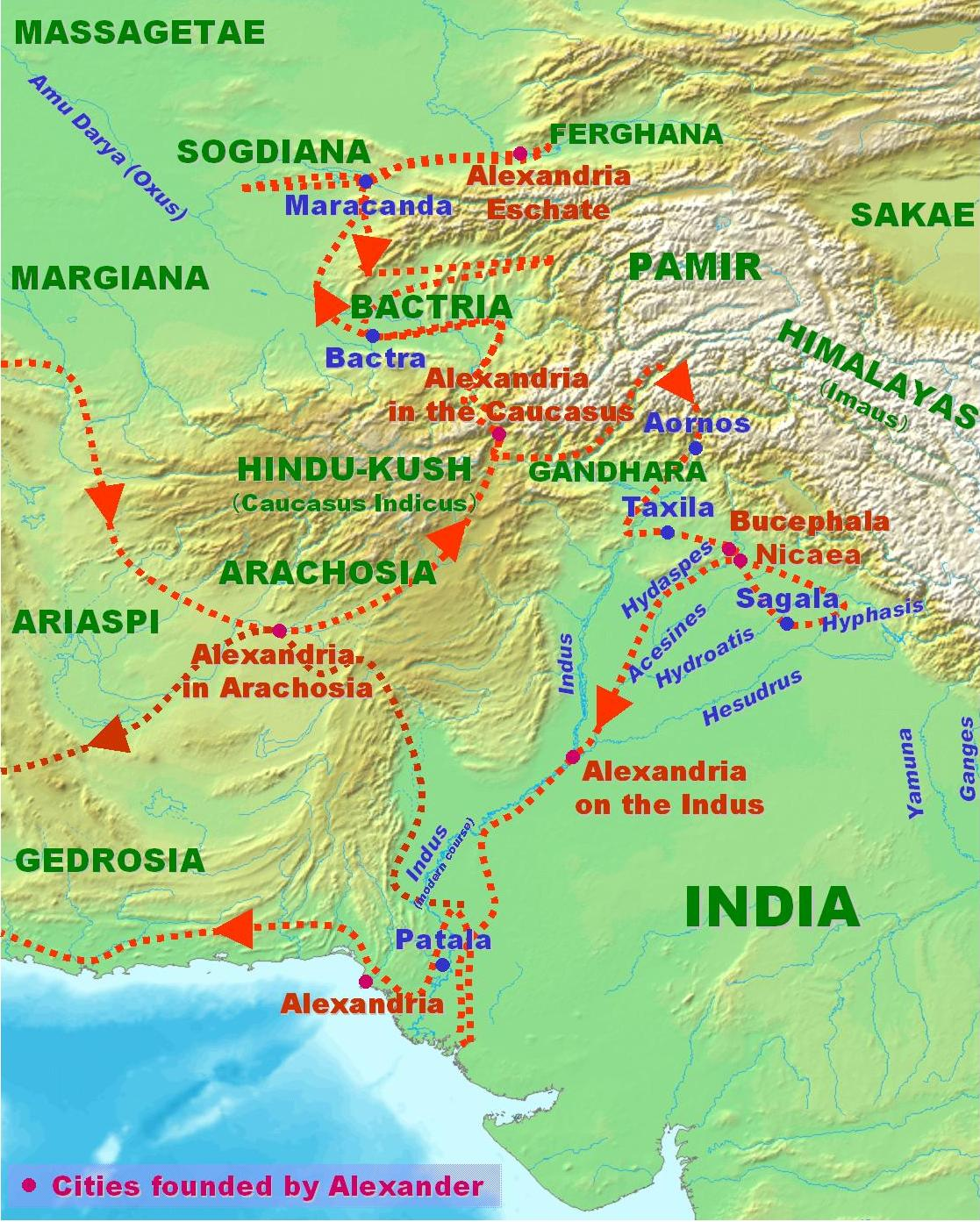
알렉산드로스의 인도 아대륙 침공에 대한 지도.

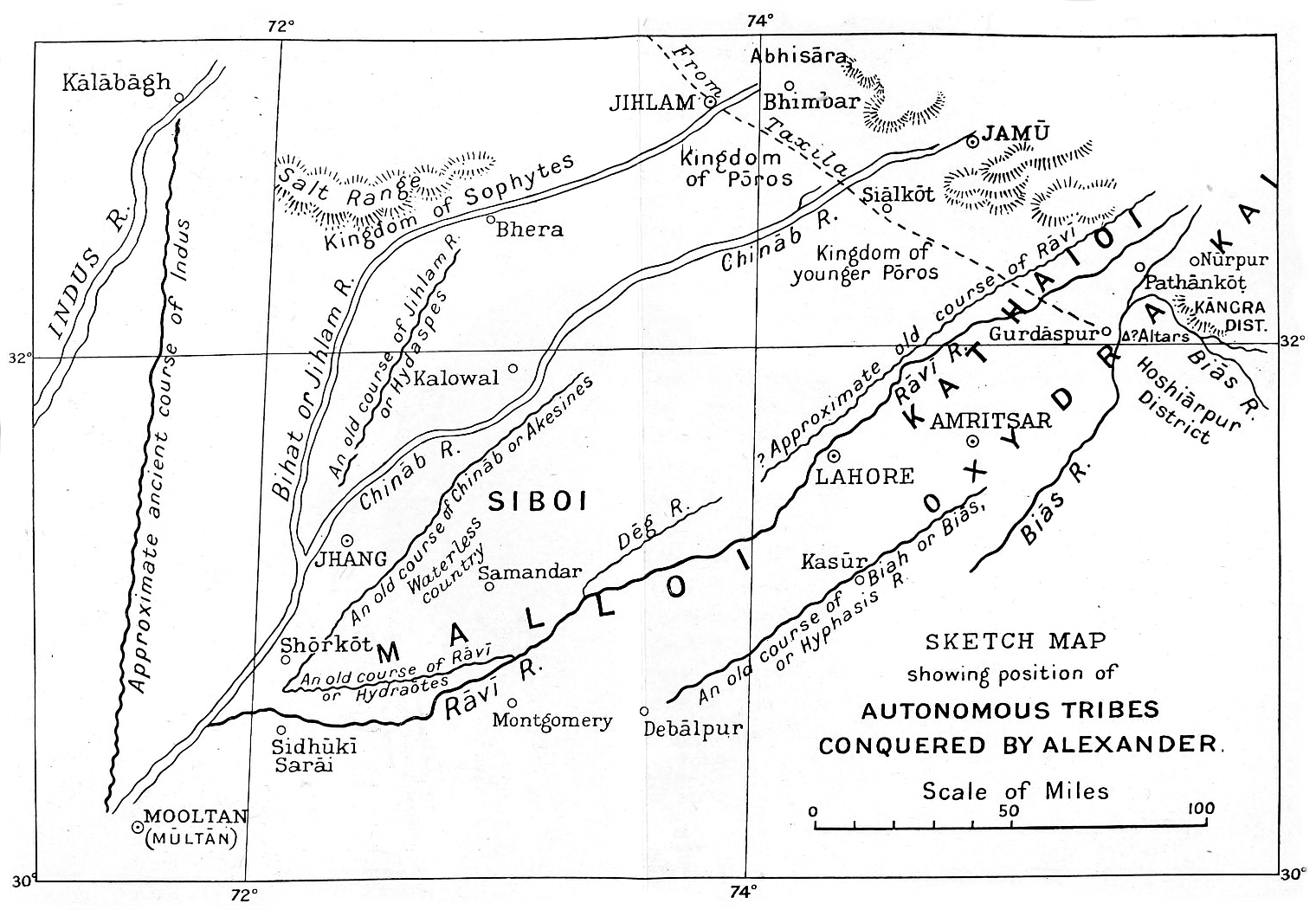
알렉산드로스 대왕이 정복한 고대 인도 자치 부족

기원전 327년에 알렉산드로스 대왕은 펀자브로 진격하기 시작했다. 탁실라의 통치자인 암비 왕은 그에게 항복하고 도시를 바쳤다. 많은 사람들이 아오르노스라고 불리는 높은 요새/바위로 도망갔다. 성공적인 포위공격 후에 알렉산더는 아오르노스를 공격했다. 알렉산드로스는 히다스페스강에서 고대 인도 군주 포루스에 맞서 서사시적인 히다스페스 전투를 벌였다.
포루스 왕국의 동쪽, 갠지스강 근처에는 난다 왕조 치하의 강력한 마가다 왕국이 있었다.
플루타르코스에 따르면, 알렉산드로스가 히다스페스 전투를 벌였을 때 마가다군은 동쪽으로 20만 명의 보병, 8만 명의 기병, 8,000개의 전차, 6,000마리의 전투 코끼리를 거느리고 있었는데, 이것은 알렉산드로스의 군대에게 실망스러운 일이었고, 인도 아대륙으로의 진군을 계속 방해했다고 한다:
그러나 마케도니아인들은 포루스와의 투쟁으로 인해 사기를 잃고 인도로의 진격을 중단했다. 단지 2만 명의 보병과 2천 명의 말을 동원한 적을 격퇴하기 위해 그들이 할 수 있는 모든 것을 가지고 있었기 때문에 그들은 알렉산드로스가 갠지스강을 건너자고 주장했을 때 격렬하게 반대했는데, 그들이 알기로 그 폭이 32피트, 깊이가 100미터이고 그 강둑에는 많은 수의 기병과 기병과 코끼리가 있었고, 강가리다이와 프라이시에의 왕들이 기병 8만명과 보병 20만명, 전차 2천개와 전투 코끼리 6000마리를 거느리고 함께 그들을 기다리고 있다고 들었기 때문이다. 그리고 이 보고서들에는 자랑거리가 전혀 없었다. 얼마 지나지 않아 그곳을 통치한 안드로코투스가 500마리의 코끼리를 셀레우코스에게 선물했고, 60만 명의 군대를 이끌고 인도 전역을 점령하고 제압했다.— 플루타르코스, 평행 생활, "알렉산드로스의 삶"

그의 군대는 갠지스강에서 거대한 인도 군대와 다시 마주칠 것을 두려워하고 히파시스강에서 반란을 일으켜 더 이상 동쪽으로 진군하기를 거부했다. 알렉산드로스는 그의 신하 코이노스를 만난 후에 철군하는 것이 낫다고 확신했다.
알렉산드로스는 어쩔 수 없이 남쪽으로 방향을 돌려, 인더스강을 따라 아라비아해로 가는 길을 정복했다. 그는 그의 군대의 대부분을 그의 장군인 크라테오스와 함께 카르마니아(현재의 이란 남부)로 보내고, 함대를 파견하여 그의 장군인 네아르코스 휘하의 페르시아만 해안을 탐험하도록 하는 한편, 그의 나머지 군대를 이끌고 게드로시아(현재의 파키스탄 남부의 막란)를 거쳐 페르시아로 돌아갔다.

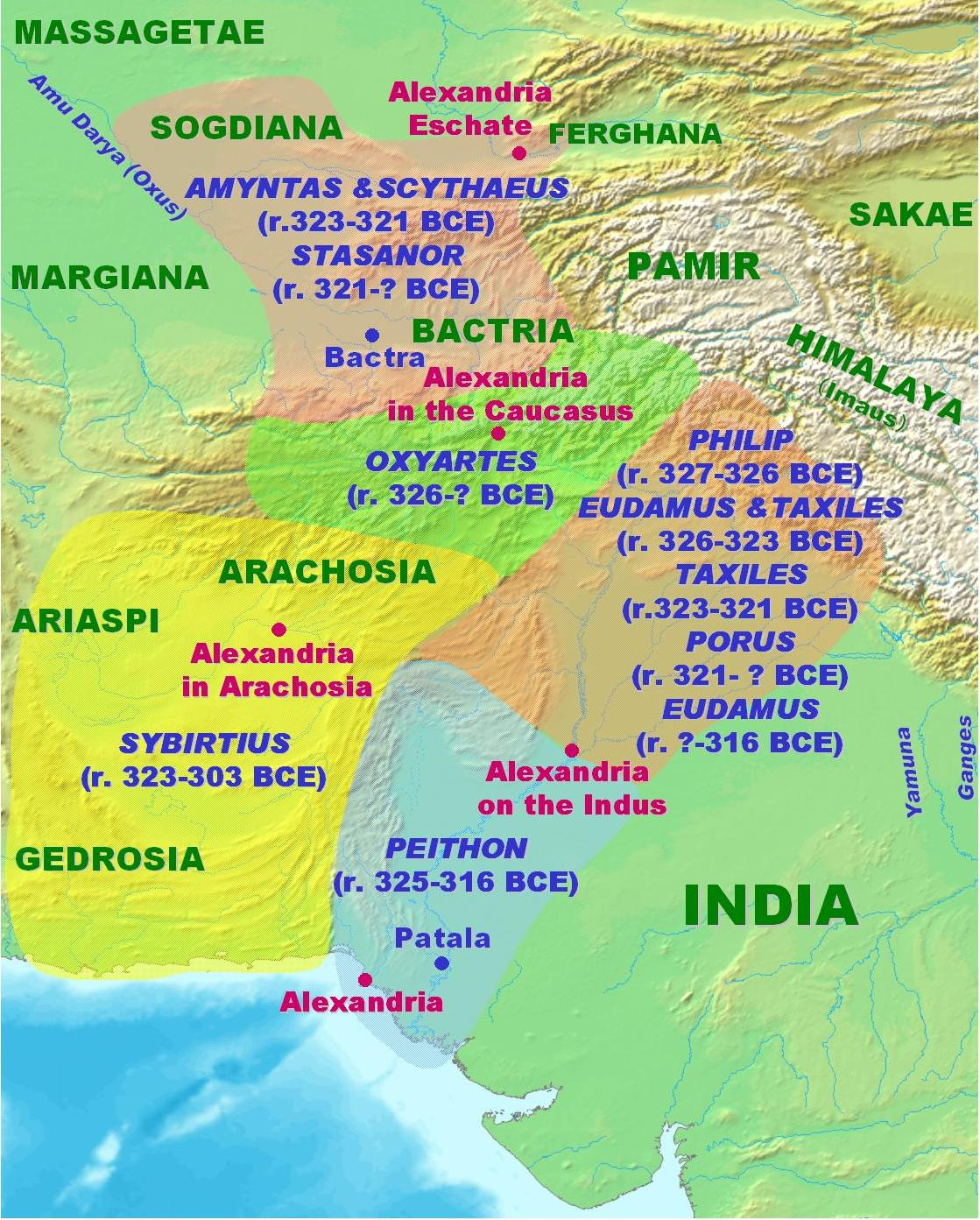
알렉산드로스 이후 고대 인도의 헬레니즘 총독

알렉산드로스는 탁실라에 자리잡은 그리스 군대를 뒤로하고 떠났다. 에우다모스와 페이톤과 같은 몇몇 장군들이 기원전 316년경까지 새로 설립된 사트라피를 통치했다. 그들 중 한 명인 소피테스(기원전 305–294)는 펀자브 지방의 독립적인 인도 제후였다.

## 셀레우코스 (기원전 305년)

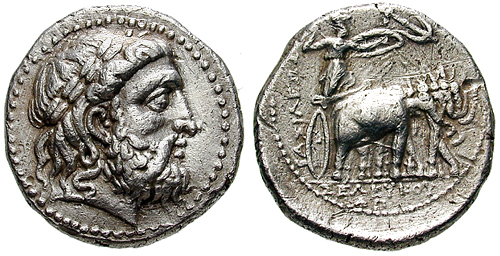
셀레우키아에서 온 셀레우코스의 테트라드라크마. 앞면: 제우스의 머리, 뒷면: 코끼리와 아테나

알렉산드로스의 군대는 히파시스강을 따라 반란을 일으켰고, 알렉산드로스가 난다 제국과 싸우기 위해 정복을 하기도 전에 죽었기 때문에, 베아스강은 마케도니아 제국의 동쪽 국경이 되었다.
알렉산드로스가 죽자 디아도코이였던 셀레우코스 1세 니카토르는 메소포타미아와 옛 마케도니아 제국의 동쪽 사트라피를 점령했다. 기원전 305년, 셀레우코스는 오늘날 북인도의 펀자브 지방과 파키스탄을 침공해 인도 원정을 시도했지만 실패했다.
한편, 인도에서는, 그의 구루이자 정치적 조언자였던 차나키야의 도움을 받은 마우리아 제국의 설립자 찬드라굽타 마우리아가 파탈리푸트라의 난다 제국을 전복시킴으로써 권력을 잡았다. 그의 다음 행동 방침은 그의 군대를 인더스로 이끌고 셀레우코스 제국과 싸워 사트라피들을 합병하는 것이었다. 마우리아-셀레우코스 전쟁은 2년 이상 계속되었으며, 그 지역에 중대한 영토적, 정치적인 변화를 낳았다. 그 갈등을 해결하기 위해 양국은 마침내 혼인 동맹을 맺었다. 찬드라굽타는 혼인 동맹으로 셀레우코스의 딸과 그리스 사트라피들을 얻었으며, 그 대신 셀레우코스에게 코끼리 500마리를 선물하였는데, 이는 훗날 이프소스 전투를 승리로 이끄는 데 공헌하는 자산이 되었다.
셀레우코스는 또한 찬드라굽타의 수도 파탈리푸트라의 궁정에 메가스테네스라는 이름의 그리스인 대사를 주기적으로 파견했으며, 메가스테네스는 인도와 찬드라굽타의 치세에 대한 자세한 설명을 썼다.
셀레우코스 왕조와 마우리아 황제 사이의 지속적인 외교 교류와 좋은 관계는 마우리아 제국 기간 내내 기록되어 있다.

## 인도-그리스 왕국 (기원전 180년 – 서기 10년)

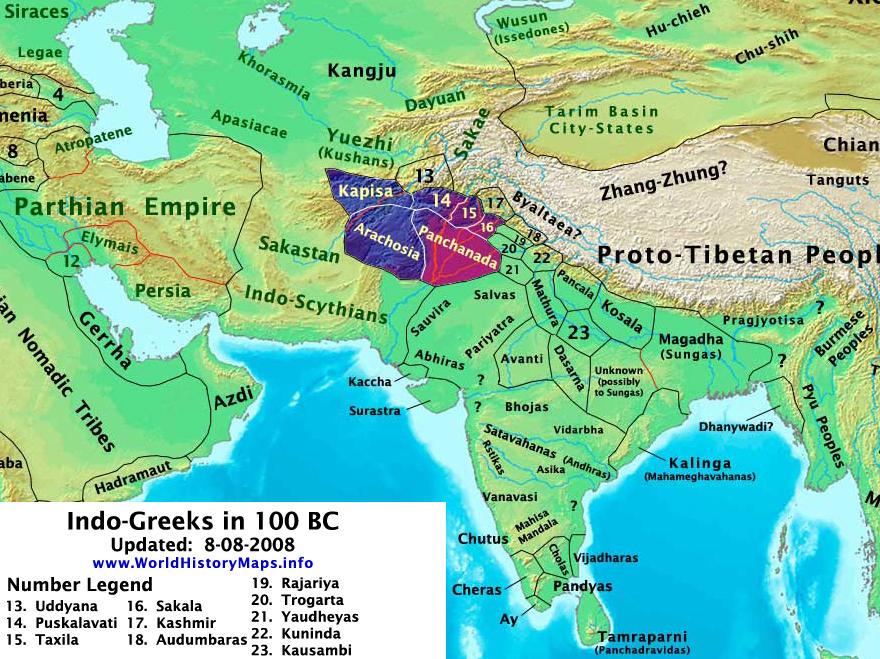
기원전 100년의 인도-그리스 왕국

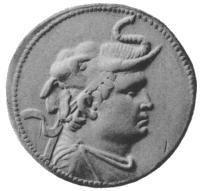
인도-그리스 왕국의 창시자 데메트리우스 1세(기원전 205~171년)는 인더스 계곡 정복의 상징인 코끼리 두피를 착용하고 있다.

기원전 180년, 인도-그리스인들은 인도 북부 및 북서부 일부를 침공하여 펀자브 지역을 지배했다. 그들은 이웃한 박트리아에 위치한 그리스 왕들의 그리스-박트리아 왕조의 연장선상에 있다.
인도 북부의 침공은 그 후 푸시야미트라 숭가가 마우리아 왕조를 전복시시코 숭가 왕조(기원전 185년 ~ 기원전 78년)를 개창한 이후에도 이어졌다. 인도-그리스 왕 메난드로스는 동인도의 수도 파탈리푸트라까지 원정을 떠났을지도 모른다: "알렉산드로스를 쫓아 온 사람들은 갠지스강과 파탈리푸트라로 갔다"(스트라본, XV.698).
인도-그리스인들은 기원전 1세기 말까지 남아시아 북서부 여러 지역을 지배하다가 스키타이인과 쿠샨족에게 정복당했다.

## 유산
불교는 인도-그리스 시대에 번성하였고, 이는 그리스-불교 문화 혼합주의로 이어졌다. 또한 이러한 상호작용 기간 동안과 이후에도 인도 아대륙의 예술은 헬레니즘 예술에 상당한 영향을 받았다.

## 참고 문헌
- Bull, Malcolm, The Mirror of the Gods, How Renaissance Artists Rediscovered the Pagan Gods, Oxford UP, 2005, ISBN 9780195219234
- Dalby, Andrew (2005). The Story of Bacchus. London: British Museum Press. ISBN 0-7141-2255-6.
- Halkias, Georgios. “When the Greeks Converted the Buddha: Asymmetrical Transfers of Knowledge in Indo-Greek Cultures.” In Religions and Trade: Religious Formation, Transformation and Cross-Cultural Exchange between East and West, ed. Volker Rabens. Leiden: Brill, 2013: 65–115.
- ________. “The Self-immolation of Kalanos and other Luminous Encounters among Greeks and Indian Buddhists in the Hellenistic world.” Journal of the Oxford Centre for Buddhist Studies, Vol. VIII, 2015: 163–186.